# Acharacle
Acharacle (Schots-Gaelisch: Àth-Tharracail) is een gemeente op het schiereiland Ardnamurchan, Lochaber in de Schotse Hooglanden. De gemeente heeft een populatie van 200 personen.
De gemeente ligt op het westelijke eind van Loch Shiel en wordt door een mooi landschap omringd, dat maakt het tot een populair vakantieoord.
De naam van de gemeente komt van het Gaelische Àth-Tharracail of vertaald doorwaadbare plaats van Torquil, na een slag in 1120 bij een nabijgelegen doorwaadbare plaats over de rivier Shiel tussen de Keltisch-Noorse strijder Somerled en de Noorse invaller Torquil. Hier werd Torquil in de slag gedood en zijn aanhangers van het gebied verdrongen.